# 柴河街道
柴河街道，是中华人民共和国辽宁省铁岭市银州区下辖的一个乡镇级行政单位。

## 行政区划
柴河街道下辖以下地区：
龙首社区、银北社区、惠源社区、翠峰岭社区、小桥子社区、光明社区、竞芳园社区、平安社区和枫情水岸社区。